# Dolancourt
 Dolancourt  es una población y comuna francesa, en la región de Champaña-Ardenas, departamento de Aube, en el distrito de Bar-sur-Aube y cantón de Vendeuvre-sur-Barse.

## Demografía
| 163 | 146 | 109 | 165 | 169 | 145 |
| Para los censos de 1962 a 1999 la población legal corresponde a la población sin duplicidades (Fuente: INSEE [Consultar]) |     |     |     |     |     |